# Analóg multiméterek túlterhelés elleni védelme

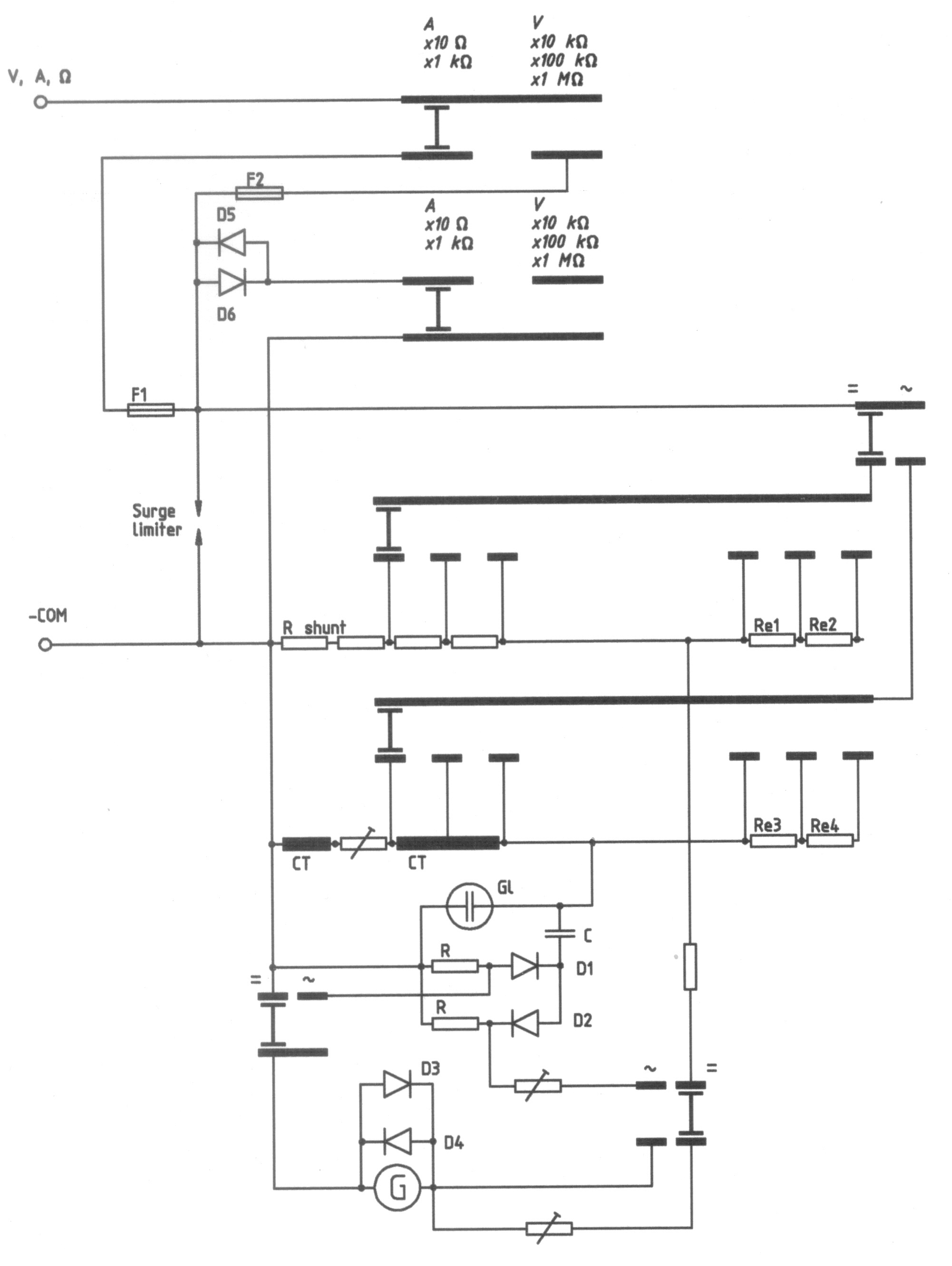
Analóg multiméter túlterhelés védelmének elvi rajza

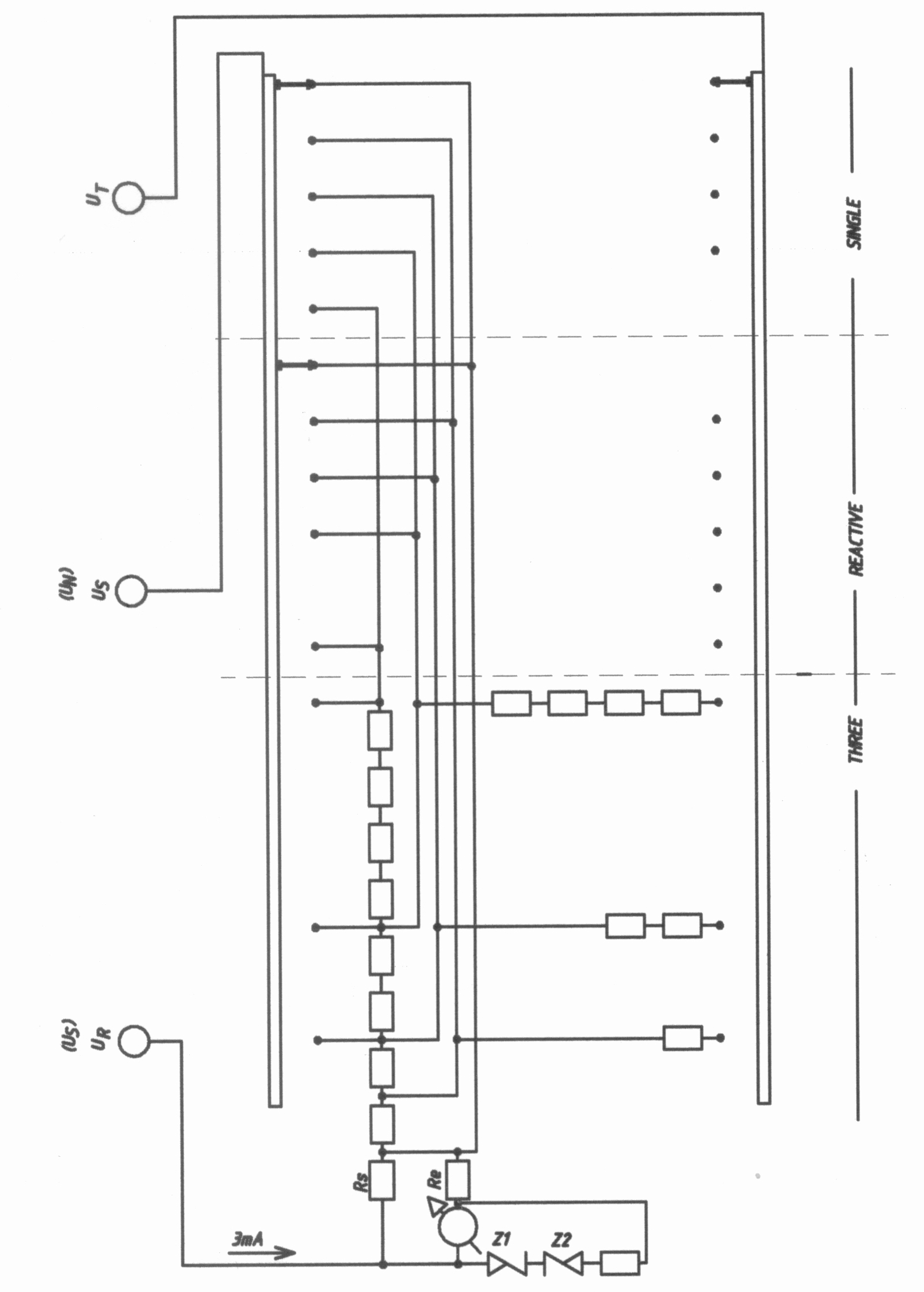
Elektrodinamikus multiméter feszültség ág elvi kapcsolási rajza

A multimétereknek, jellegükből adódóan több (esetleg eltérő jellegű) méréshatára van. A helytelen használatból bekövetkező meghibásodások elkerülésére különféle védelmek beépítése szükséges. A cél a műszer mérőművének, belső alkatrészeinek, esetleg a teljes bemenetnek a védelme. Ezt valósítja meg az analóg multiméterek túlterhelés elleni védelme.

## Lengőtekercses műszer
A gyakorlatban ezek a műszerek terjedtek el a legjobban. Általában egyenáram, egyenfeszültség, váltakozó áram, váltakozó feszültség és ellenállás mérésére alkalmasak. A napi használat során, elsősorban az oktatásban, bekövetkezhet a helytelen használat, mely a műszer tönkremenetelét okozhatja. Ezért a műszereket védelemmel kell ellátni.

### A mérőmű védelme
A mérőmű két kivezetésére kapcsolt D3, D4 diódák vannak beépítve. Ha a két kivezetés között a feszültség a normál üzemi feszültséget meghaladja, és eléri az éppen nyitóirányú dióda nyitófeszültségét, a diódán folyó áram a mérőmű kivezetéseit rövidre zárja. A két antiparalel kapcsolt dióda miatt a hiba polaritása lényegtelen, mivel az egyik dióda mindenképpen nyitóirányban van.

### Az egyenirányító védelme
Az egyenirányító egység váltakozó áramú bemenetére egy Gl jelű glimmlámpa van kötve. Az esetleges feszültségcsúcsok, egyéb tranziens jelenségek elérve a glimmlámpa nyitófeszültségét begyújtva a glimmlámpát, megvédik a diódákat.

### Túlfeszültség levezető
A bemenő kapcsokkal párhuzamosan kötött túlfeszültség levezető, (Surge limiter) melynek átütési feszültsége kisebb, mint a műszer belső kapcsolásáé meggátolja, hogy a kisteljesítményű, a megengedettnél nagyobb feszültségek (feszültség csúcsok) a műszerbe kárt tegyenek.

### Védelem feszültség, és nagy ellenállás méréshatároknál
A készülék bemenetére F2 0,032 A-es csöves olvadóbiztosítékot köt a kapcsoló. Ha a bemeneten folyó áram helytelen bekötés, vagy a méréshatárváltó kapcsoló helytelen beállítása miatt nagyobb a biztosíték által még megengedettnél, az kiolvad, és így leválasztja a műszert a bemenetről. Ez a védelem a biztosíték ohmos ellenállása (≅17 Ω) miatt a kisebb ellenállás méréshatárokon nem használható, mivel a mérési eredményt meghamisítaná.

### Védelem áram, és kis ellenállás méréshatároknál
A kapcsoló ezeknél a méréshatároknál a bemenettel párhuzamosan beköti a D5, D6 diódákat, valamint sorba köti az F1 biztosítékot. Normál esetben a bemeneten lévő feszültség nem éri el a diódák nyitófeszültségét. Helytelen bekötés esetén a bemenet feszültsége meghaladja a diódák nyitófeszültségét, azok vezetnek és a bemenetet rövidre zárja. Az átfolyó nagy áram miatt a sorba kötött csöves olvadóbiztosíték kiolvad.

### Védőrelé
A védőrelé egy speciális mechanikus alkatrész, mely a bemenettel sorba kötött érintkezőin keresztül kapcsolja be a műszert. A relé áll egy tekercselt vasmagból, melyet egy állandó mágnes, és a mérőmű szórt mágneses tere együtt mágnesez fel. Bekapcsolásakor az így felmágnesezett vas rugó ellenében egy ferromágneses tapadótárcsát megtart, és így a bemenetet a műszerre kapcsolja. Hiba esetén egy szelektív áramkör a hiba polaritásától és nagyságától függetlenül a tekercselt vasat oly módon mágnesezi, hogy annak iránya ellentétes legyen az állandó mágnesek gerjesztési irányával. Mivel a tapadótárcsát egy rugó igyekszik a vasmagról leválasztani, azt a legyengített mágnesezés már nem képes megtartani, és így a bemenete lekapcsolja a műszerről. Egy speciális mechanizmus biztosítja, hogy a hiba megszüntetéséig a műszert ne lehessen visszakapcsolni.
A vasmag tekercselése olyan osztott kivitelű, hogy a külső mágneses terekre érzéketlen legyen. Aszimmetrikus elrendezéséből következően ha egy külső mágneses tér az egyik féltekercs hatását gyengíti, akkor a másik, 180 °-kal elfordított tekercs hatását erősíti. A hiba polaritását diódák érzékelik és arra a tekercspárra juttatnak áramot, amely az állandó mágnesek hatását gyengítik.
A védőrelé legnagyobb előnye, hogy külső tápellátást nem igényel, maga a hiba működteti. Kapcsolási sebessége pedig olyan nagy, hogy a mutató még meg sem tud mozdulni, már lekapcsolja a műszer bemenetét.

## Elektrodinamikus-ésferrodinamikus műszerekvédelme
Az áram bemenetekkel sorba van kötve egy-egy a névleges áramnál ~80-100%-kal nagyobb értékű csöves olvadóbiztosíték. A megengedettnél nagyobb áram hatására a biztosíték kiolvad, és azt az áram bemenetet lekapcsolja a műszerről.
A feszültség ágba szintén egy csöves olvadóbiztosíték lehet bekötve (a rajzon az UR ágba), melynek értéke 0,032 A és 0,063 A között van a műszer feszültségágának áramfelvételétől függően.
Szokásos még a mérőmű további védelmére a mérőmű végeire az ábrán látható módon zener-diódák bekötése.